# 大森峻太
大森 峻太（おおもり しゅんた、1989年7月19日 - ）は、日本のインバウンド起業家、株式会社ジェイノベーションズの代表取締役。血液型は不明。
神奈川県茅ヶ崎市出身。

## 来歴
- 神奈川県出身
- 國學院大學在学中にカナダ留学、オーストラリア留学、韓国留学を経験
- 2014年11月 Japan Tour Guide代表に就任
- 2016年12月 株式会社ジェイノベーションズ代表取締役に就任
- 2017年1月   Japan Local Buddy代表に就任
- 2019年1月   海外留学サービス「StudyIn」公式留学アンバサダー就任
- 2019年2月   観光庁「広域周遊観光促進のための専門家派遣事業」専門家登録
- 2019年2月   東京都観光まちづくりアドバイザー登録
- 2020年4月   関東学院大学国際文化学部客員講師、上智大学外国語学部非常勤講師に就任

## メディア出演

### テレビ
- news zero （日本テレビ） "桐谷美玲 my generation" 放送日 2015年7月23日
- モーニングバード (テレビ番組) （テレビ朝日）  " 放送日2015年7月24日
- TBSニュースバード (テレビ番組) （TBSテレビ）  ”わたしのヒトリゴト" 放送日 2016年7月9日
- エイキョーさん （日本テレビ）  放送日 2018年2月5日
- NHKニュースWEB （日本放送協会）  "誰でもできる！？有料観光ガイド" 放送日 2018年3月1日
- よじごじDays （テレビ東京）  "『日本人が知らない！シブヤの魅力再発見』MC：上地雄輔" 放送日 2018年7月3日
- 出川哲朗のアイ・アム・スタディー （日本テレビ）  "日本にやってくる外国人のおもしろ生態" 放送日 2018年7月21日
- 日テレNEWS24 （日本テレビ）  "英語が苦手な青年が…ツアー事業を始めたワケ”　放送日 2018年10月3日
- 日テレNEWS24 （日本テレビ）  "「ナゼ閉店？」台風で困惑した外国人たち”　放送日 2018年10月3日
- ズームインサタデー（日本テレビ）放送日2019年5月11日
- ヒルナンデス(日本テレビ)　放送日2019年6月12日

### 雑誌・本
- 東京ウォーカー "渋谷で外国人をお助け！街頭ガイドで英語を学習（動画付き記事）"
- 日経トレンディ "2016年6月号"
- SPA! "2018年10月23日掲載号"
- SPA! "2019年1月15日22日合併号"[儲かる副業]BEST31
- 『儲かるインバウンドビジネス10の鉄則』 "著者 中村好明" 一部掲載
- 週刊ホテルレストラン[1]”2019年04月26日掲載号”
- 民泊Walker "わたしのAirbnb活用法"　発売日2020年1月31日
- 日経ビジネス "2020年03月23日掲載号"

### ラジオ
- J-WAVE TOKYO MORNING RADIO 出演日2016年8月24日
- TOKYO FM WORLD 出演日2016年9月27日
- TOKYO FM WORLD 出演日2017年12月13日
- JFN "「日本カワイイ計画。 with みんなの経済新聞」" 出演日2017年12月13日
- 渋谷のラジオ "渋谷文化プロジェクト" 2017年4月〜2018年3月　レギュラー出演
- JAPAN FM NETWORK「FUTURES ~前田塁の旅に出てみれば~」出演日2019年09月17日

### その他
- 渋谷文化PROJECT "キーパーソンが語る渋谷の未来"
- マイナビニュース "東京2020で需要が高まる通訳ガイドの「副業」 - いくら稼げる?"
- bizSPAフレッシュ! "2年間の海外放浪の先に「インバウンド起業家」28歳が目指すもの"
- AbemaTV ”ゲストハウスから始まるビジネス" 放送日 2018年4月3日
- 伊藤忠商事発行「繊維月報」 vol 703
- 國學院大學 2020年東京オリンピック・パラリンピックへ　院友たちの挑戦[2]